# Gmina Widawa
Gmina Widawa là một gmina nông thôn (khu hành chính) ở Łask County, Łódź Voivodeship, ở miền trung Ba Lan. Khu vực hành chính của nó là làng Widawa, nằm khoảng 22 kilômét (14 mi) về phía tây nam của Łask và 53 km (33 mi) về phía tây nam của thủ phủ khu vực Łódź.
Gmina có diện tích 178,04 kilômét vuông (68,7 dặm vuông Anh) và tính đến năm 2006, tổng dân số của nó là 7.954 người.
Gmina chứa một phần của khu vực được bảo vệ gọi là Công viên Cảnh quan Warta-Widawka.

## Làng
Gmina Widawa bao gồm các làng và các khu định cư như Brzyków, Chociw, Chrusty, Chrząstawa, Dąbrowa Widawska, Dębina, Gorki Grabińskie, Goryń, Grabówie, Izydorów, Józefów Widawski, Katy, Klęcz, Kocina, Kolonia Zawady, Korzen, Las Zawadzki, Łazów, Ligota, Lucjanów, Ochle, Ochle-Kolonia, Osieczno, Patoki, Podgórze, Przyborów, Raczynów, Restarzew Cmentarny, Restarzew Środkowy, rogozno, Ruda, SARNOW, Sewerynów, Siemiechów, Świerczów, Widawa, Wielka Wies Một, Wielka Wies B, Wincentów, Witoldów, Wola Kleszczowa, Zabłocie, Zawady và Zborów.

## Gmina lân cận
Gmina Widawa giáp với các gmina khác như Burzenin, Konopnica, Rusiec, Sędziejowice, Szczerców, Zapolice và Zelów.